# Råsundavägen

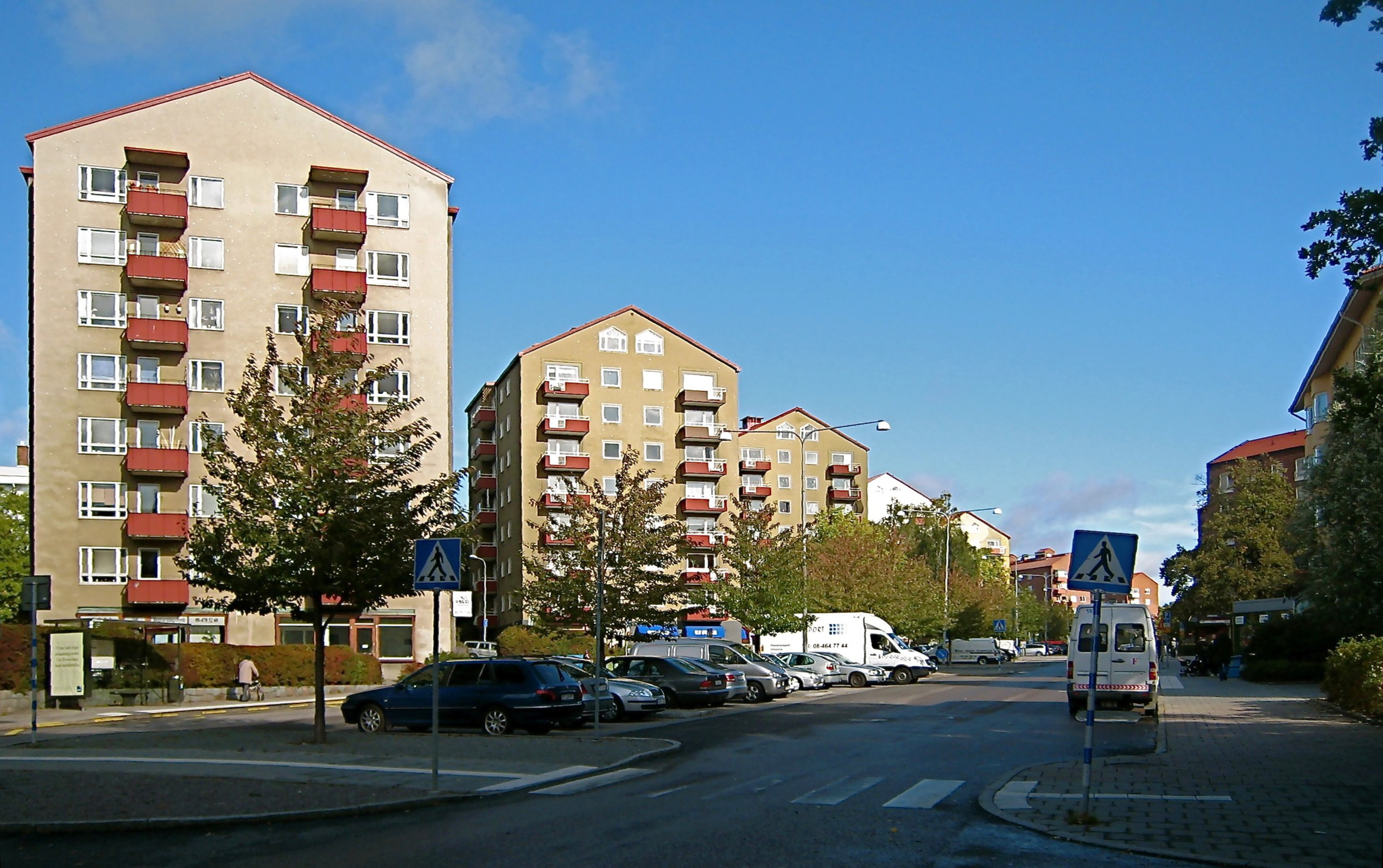
Punkthus från 1950–1952 på Råsundavägen 154–160. Författaren Artur Lundkvist och hans hustru Maria Wine bodde i 156:an (tredje huset från vänster). Husen ritades av Solnaarkitekten Gustaf Lettström.

Råsundavägen är en huvudgata i Solna som förbinder trafikplats Haga norra med Solna station, Vasalund, Råsunda, Näckrosen och fortsätter fram till kommungränsen mot Sundbyberg. Gatan skapades i början av 1900-talet i samband med exploateringen av Råsunda och följde Råsundabanans sträckning från Haga Norra till gränsen mot Sundbyberg. Den äldsta sammanhängande bebyggelsen finns i Råsunda där gatan kantas av stadsbebyggelse i jugendstil medan resten av gatan främst präglas av funktionalistisk bebyggelse från 1900-talets mitt.
Gatan klassificeras som en kommunal huvudväg. Gång- och cykeltrafik är separerad från biltrafiken. Mätningar från 2003 visade att korsningen mellan Råsundavägen och Ryttargatan passerades av omkring 11 000 fordon per dygn.

## Sträckning
Gatan börjar strax söder om trafikplats Haga norra vid Uppsalavägen (E4), trafikplatsen har fått sitt namn efter Hagaparken som ligger på andra sidan motorvägen. I söder gränsar området till Norra begravningsplatsen som tillsammans med Karolinska sjukhusets skiljer bebyggelsen från Norrtull och Vasastan. Den första delen av gatan går västerut mot Solna station och löper parallellt med Frösundaleden, där saknar delar av sträckan egna körfält. Därefter fortsätter gatan genom Vasalund, förbi gamla Råsunda och genom Näckrosen innan den slutar vid stadsgränsen mot Sundbyberg.

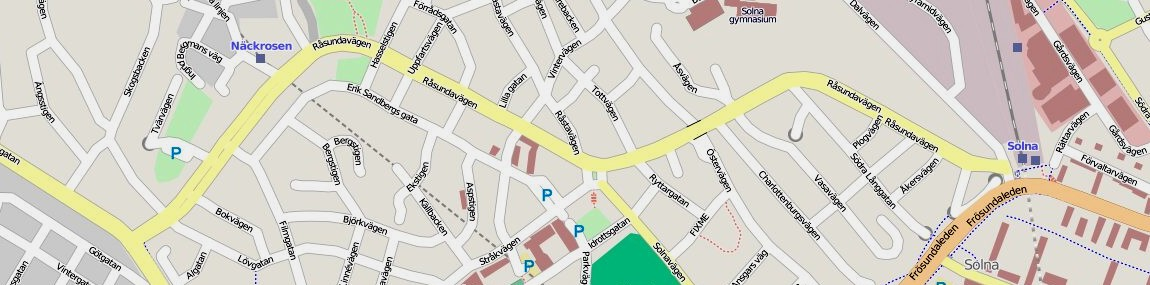
Råsundavägens sträckning från Solna station till Sundbyberg på Open Street Map år 2009

## Utformning och miljö

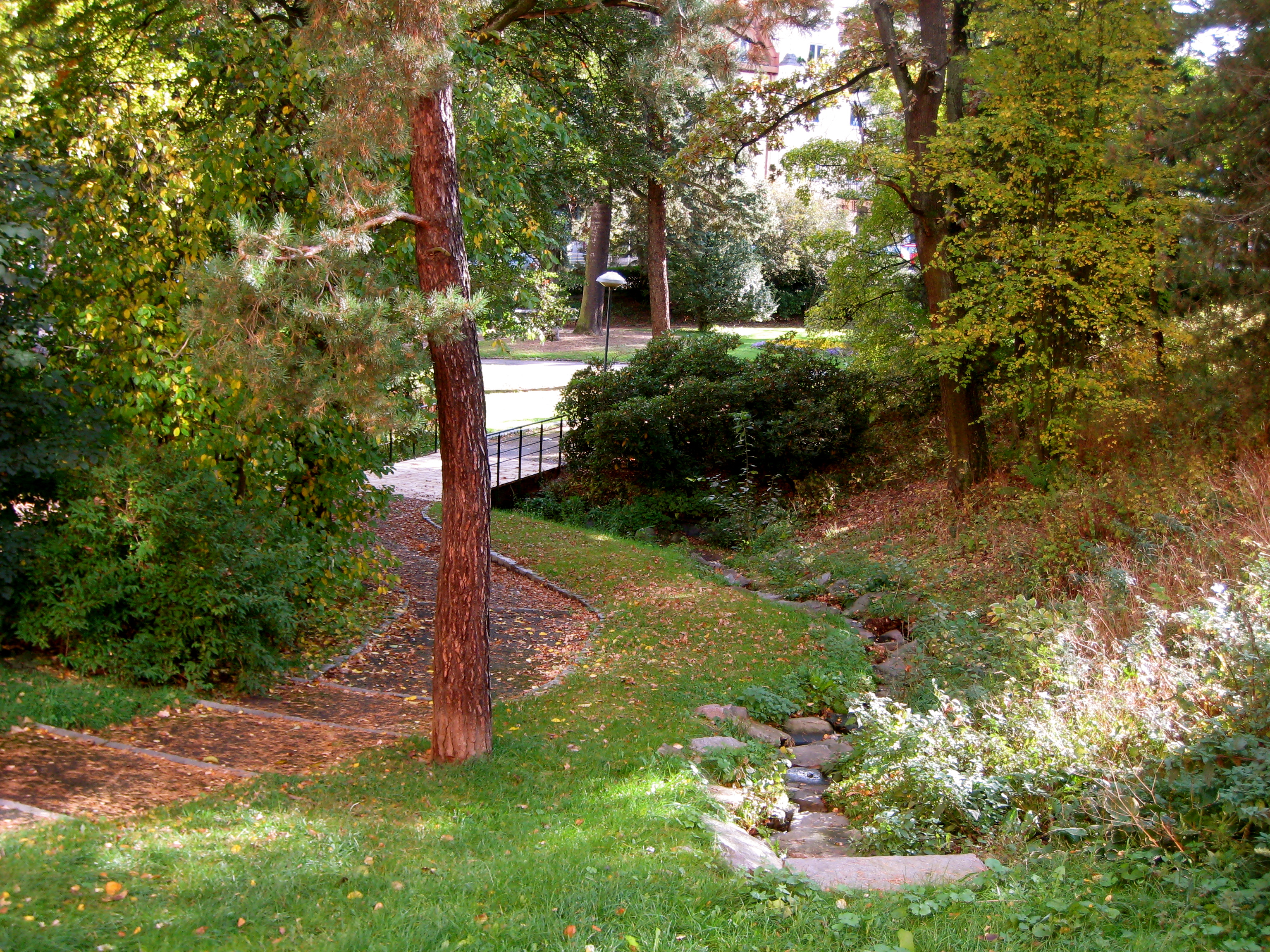
Den nya bäcken i Solparken som leder dagvattnet ned till dammen.

Råsundavägen klassificeras som en kommunal huvudväg och gestaltningen av gatan styrs av kommunens gestaltningsprogram för huvudgator. Bland annat är gång- och cykeltrafik separerad från biltrafiken, gångbanor belagda med betongplattor, olika åtgärder för att dämpa hastigheten vid övergångsställen är vidtagna. Armaturerna som används för belysning har en tät kupa, och diskret form och är utformade för att sprida ljuset både nedåt och åt sidan och är placerade på åtta meter höga stolpar. Mätningar av trafikmängden 2003 vid korsningen Råsundavägen/Ryttargatan visade på en trafikmängd på ungefär 11 000 fordon per dygn.
Råsundavägen kantas av träd, och det finns också träd i mittremsan. Tidigare fanns det popplar i mittremsan. I samband med ett större ombyggnadsprojekt av Råsundavägen i början på 2000-talet fälldes popplarna vars rötter orsakade skador på avloppsnätet och de ersattes med nya träd. Samtidigt anlades ett dagvattenmagasin samt en sedimenteringsdamm i Solparken som ska samla upp dagvatten från Råsundavägen och de gator som sluttar ned mot gatan.

## Bakgrund och historia

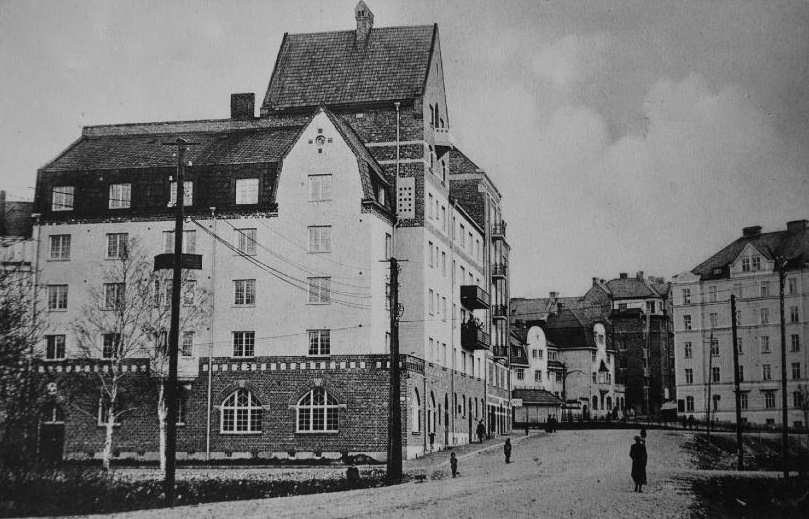
Råsunda 1910. Vy mot Stråket och Råsundavägen. Gatan i förgrunden är Stråkvägen.

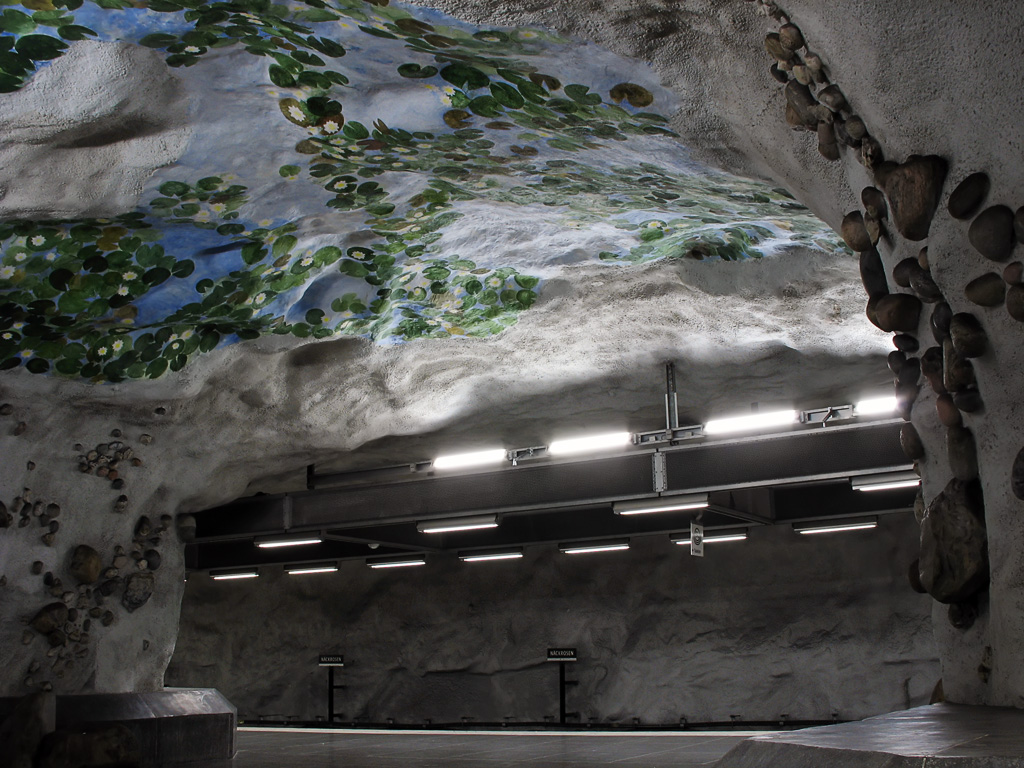
Näckrosens tunnelbanestation invigdes 1975.

Råsundavägen byggdes som en chaussé på initiativ av konstellationen Stockholms nya spårvägar AB och Råsunda Förstadsaktiebolag. Större delen av infrastrukturen uppfördes av Kreuger & Toll, vilket anses vara ett av bolagets första uppdrag. Råsundavägen i dess ursprungliga form kallades Stockholmsvägen och byggdes som artificiell vägbank mellan mindre lätthanterliga urbergsryggar, i något som på den tiden ansågs vara relativt svårforcerad kuperad terräng. Syftet med vägprojektet var enbart att kunna färdigställa Sundbybergsbanan/Råsundabanan.  
Råsunda, Hagalund och Sundbybergs närliggande delar, kunde som en funktion av spårvägen ingå i en längre fas av kraftfylld expansion, vilket även medförde att Råsundavägen tillskrevs så stor betydelse i regionalplaneringen för Stockholms stad och Stockholms läns förorter, att en parallell gata kallad Erik Sandbergs gata skapades 1934 för att uppfylla de krav som statens förortsbanekommission framställt som statens huvudförslag i SOU 1923:21  och som gjorts till en av regionplanekontorets huvuduppgifter av Länsstyrelsen. Efter att tunnelbanesystemen och busstrafiken gjort sitt inträde i samhällsekonomin och essentiellt konkurrerat ut spårvägstrafiken minskade Råsundavägens betydelse från att ha varit en infartsled till stor-Stockholm av 1:a ordningen till att vara en påfyllnadsgata till nuvarande E4. Efter byggandet av Frösundaleden och Europavägarna kunde Råsundavägen omklassificeras till den kommunala huvudväg som den är idag. 
Solna genomgick under 1900-talet en kraftig expansion; från en befolkning på cirka 7 600 år 1900 hade befolkningen växt till 30 000 år 1943 då Solna bildade Solna stad och till 53 000 i mitten av 1990-talet. Tiden efter andra världskriget innebar också en kraftig ökning i antalet arbetstillfällen, arbetsplatser var fram till 1940-talet få för att femtio år senare var över 50 000.[källa behövs]
I början av 1900-talet uppfördes Råsunda efter en karta kallad vägvisare för Råsunda, upprättad av Nils Gellerstedt och enligt enstaka journalister. med vissa likheter med flera samtida byggnadsprojekt i Stockholmsområdet, som Lärkstaden och Rödabergsområdet Råsunda utmärkte sig från kringliggande villastadsområden och bebyggelsen kom att inspireras av, och i enstaka fall överträffa Stockholms stenstad med hyreshus och boulevarder. De flesta av invånarna arbetade inne i Stockholm och använde den nyanlagda spårvägen. 
År 1943 bildade landskommunen, med de fyra tidigare municipalsamhällen Hagalund, Huvudsta, Råsunda och Lilla Alby (1949 överfört till Sundbyberg), Solna stad. Bebyggelsen från 1930-talet och framåt kom att präglas av funktionalism, längs Råsundavägen tillkom bebyggelse vid Vasalund och ny bebyggelse i Råsunda. Efter kriget stödde den socialdemokratiska ledningen i Solna folkhemstanken, och bostadsbyggandet fortsatte att expandera. Utefter Råsundavägen byggdes bland annat skivhusen i Näckrosen.
Under 1950-talet bildades kommunala bostadsbolag och punkthus byggdes längs Råsundavägen. Råsunda Förstadsaktiebolag kommunaliserades slutligen genom expropriation av tillgångar och tvångsinlösen av utestående aktier, varvid Solna stad övertog samtliga Råsunda Förstadsaktiebolags förpliktelser och Råsunda Förstadsaktiebolag lät en författare av högre klass skriva en festskrift till Råsundas och Solna stads ära. Kommunaliseringen av Råsunda Förstadsaktiebolag innebar att bolaget blev Solna stads fastighetsförvaltningsbolag och bolagets anställda övergick i kommunal anställning där deras kunskaper och erfarenheter gav Solna stad ett stort försprång före liknande kommuner men innebar också att Råsunda Förstadsaktiebolags strategier blev Solna stads rättesnöre för mycket lång tid. I intervjuer i festskriften anger Solna stads ledning att den låg sömnlös på nätterna avseende sina nya förpliktelser men att de aldrig tvivlade på att de gjorde rätt när de köpte Råsunda Förstadsaktiebolag. 
Under 1960- och 1970-talet skedde stora förändringar i Solna i linje med miljonprogrammet. Bland annat revs den gamla bebyggelsen i Hagalund och ersättas med åtta 14 våningar höga blå skivhus som förändrade stadsbilden vid Råsundavägens början. Även kommunikationer byggdes ut, stora satsningar på biltrafiken gjordes och Stockholms tunnelbanas blå linje drogs genom Solna och invigdes 1975. Bland stationerna finns Näckrosen som har en uppgång vid Råsundavägen.

## Bebyggelse
Råsundavägen är helt präglad av bebyggelse från 1900-talet då det tidigare lantliga området successivt exploaterades. Den äldsta bebyggelsen finns kring Haga Norra och i Råsunda där en omfattande stenstad skapades. Betydande delar av den resterande bebyggelse skapades under årtiondena kring andra världskriget då en mycket omfattande bebyggelse av hyreshus uppfördes.

### Haga Norra-Solna station
Under slutet av 1800-talet uppkom villastaden Hagalund på Hagalundsberget, medan bergets norrsida lämnades i stort sett orörd men i början av 1900-talet började mindre industriverksamheter att växa upp i området. En stor förändring skedde 1909–1910 då den nya spårvägsbanan till det blivande Råsunda drogs genom området, samtidigt som den byggdes skapades också Stockholmsvägen som följde spårvägen. Stockholmsvägen bytte senare namn till Råsundavägen. Hagalunds järnvägsstation, senare namnändrad till dagens Solna station, fick sin nuvarande placering vid gatan 1911. Vid samma tid uppfördes några representativa bostadsfastigheter vid Råsundavägen i kvarteret Oden. Under 1940 och 1950-talen kompletterades bebyggelsen med nya bostadshus.
Den äldsta fastigheten vid gatan är Galvaniseringsfabriken i kvarteret Fjorden. Den uppfördes 1904 och fungerar fortfarande som verkstadslokal och ägs numera av verkstadsföretaget Durgo. En tillbyggnad från 1917 finns också bevarad. Fastigheter uppvisar många typiska drag från tidens industriarkitektur, de är en till två våningar höga och uppförda i tegel. Den yngre industribyggnaden är utrustat med sågtak och nationalromantiska element som runda blindfönster.
Omgivningarna förändrades kraftigt när den gamla bebyggelsen i Hagalund revs och ersattes med dagens höga, blåa skivhus. En omfattande prisbelönt ombyggnad av trafikplatsen vid E4 förändrade miljön kring gatans början och nya gångbroar förstärkte kontakten med Hagaparken. Gatan skärmades också av från Frösundaleden genom nya kontorsfastigheter uppförda av Skanska.

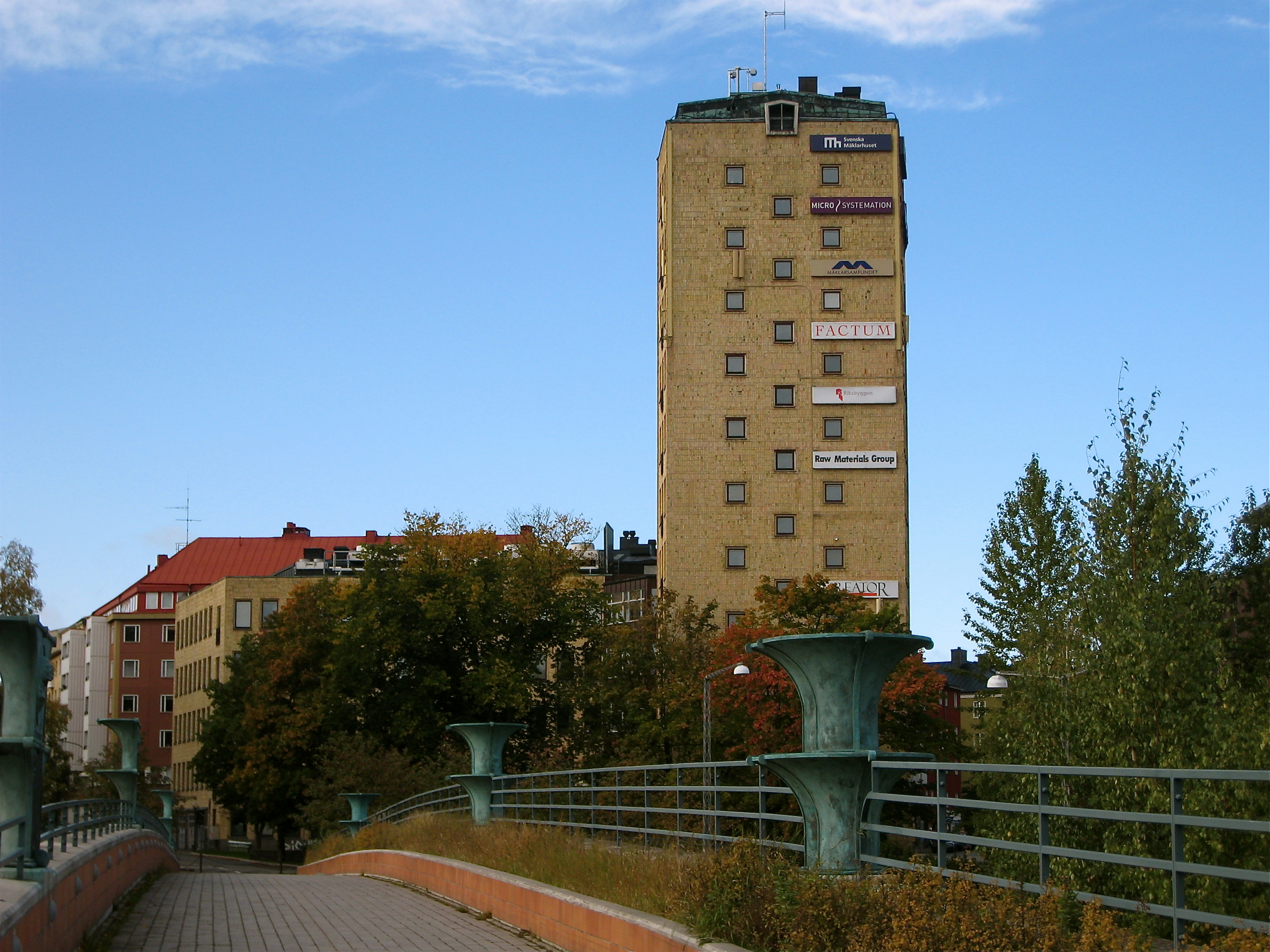
Hagahuset med adress Råsundavägen 1.
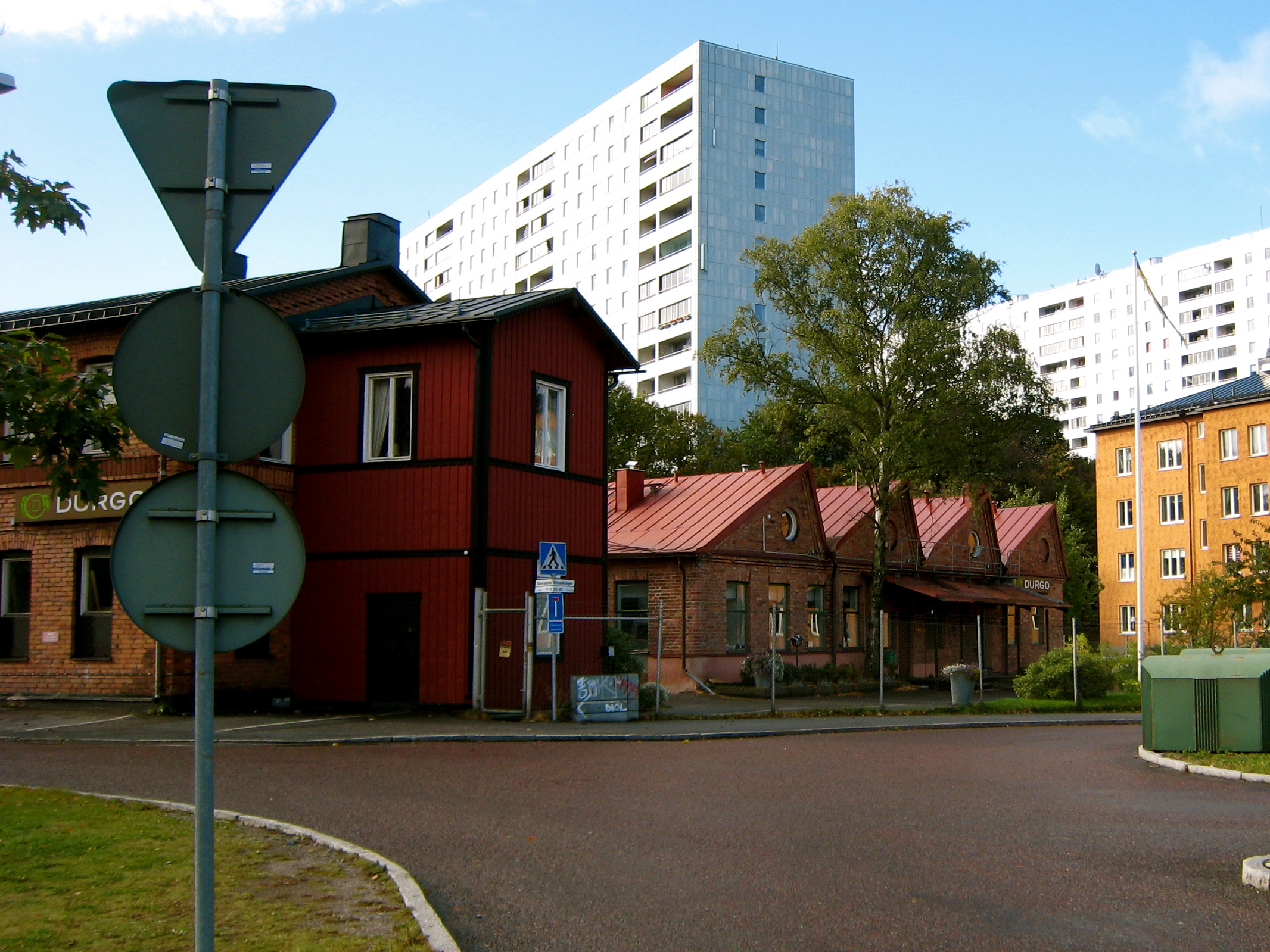
Fabriksbyggnaden från 1904, i bakgrunden höghusen i Hagalund.
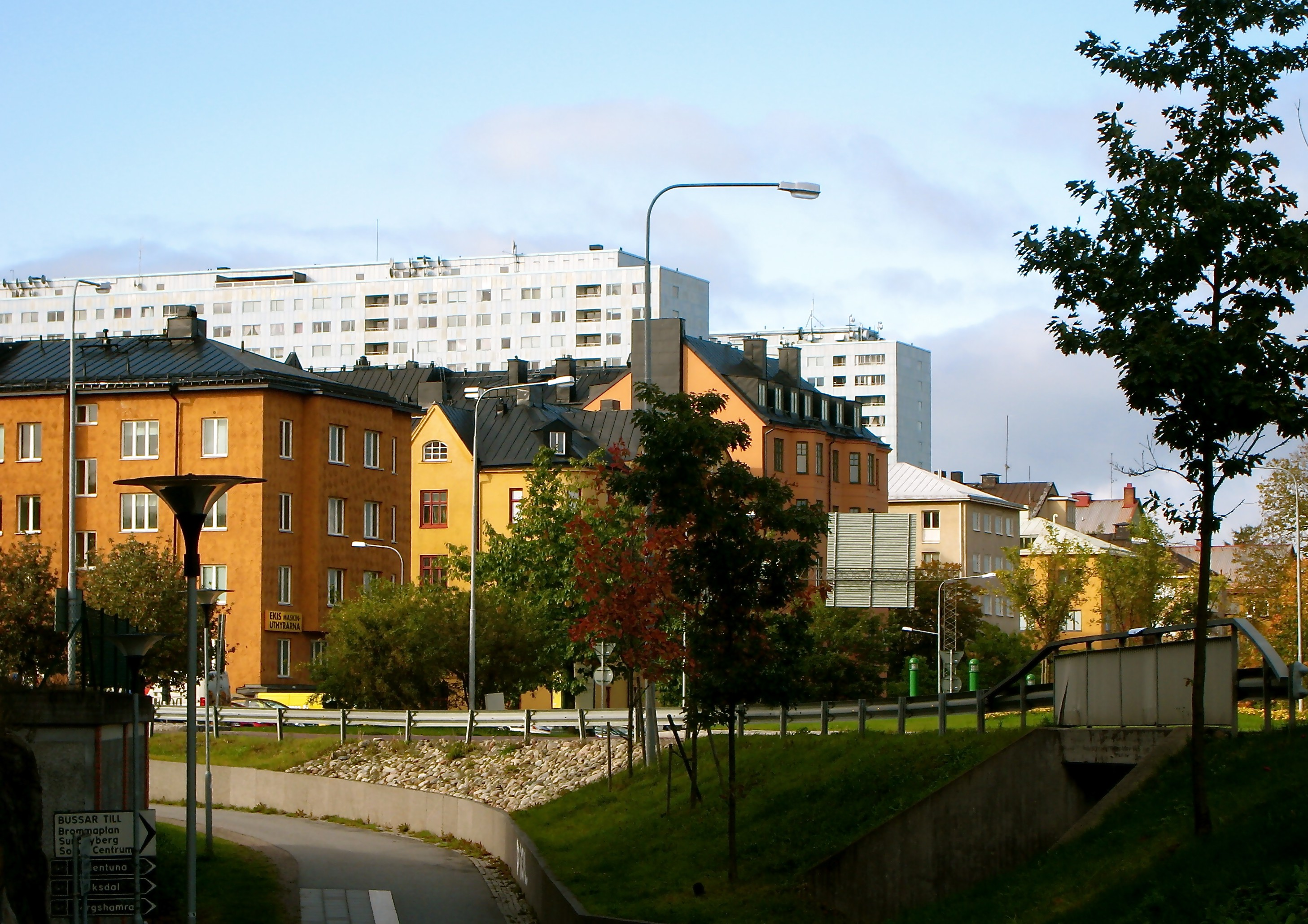
Kvarteret Oden i mitten av bilden, omgivet av nyare hus.
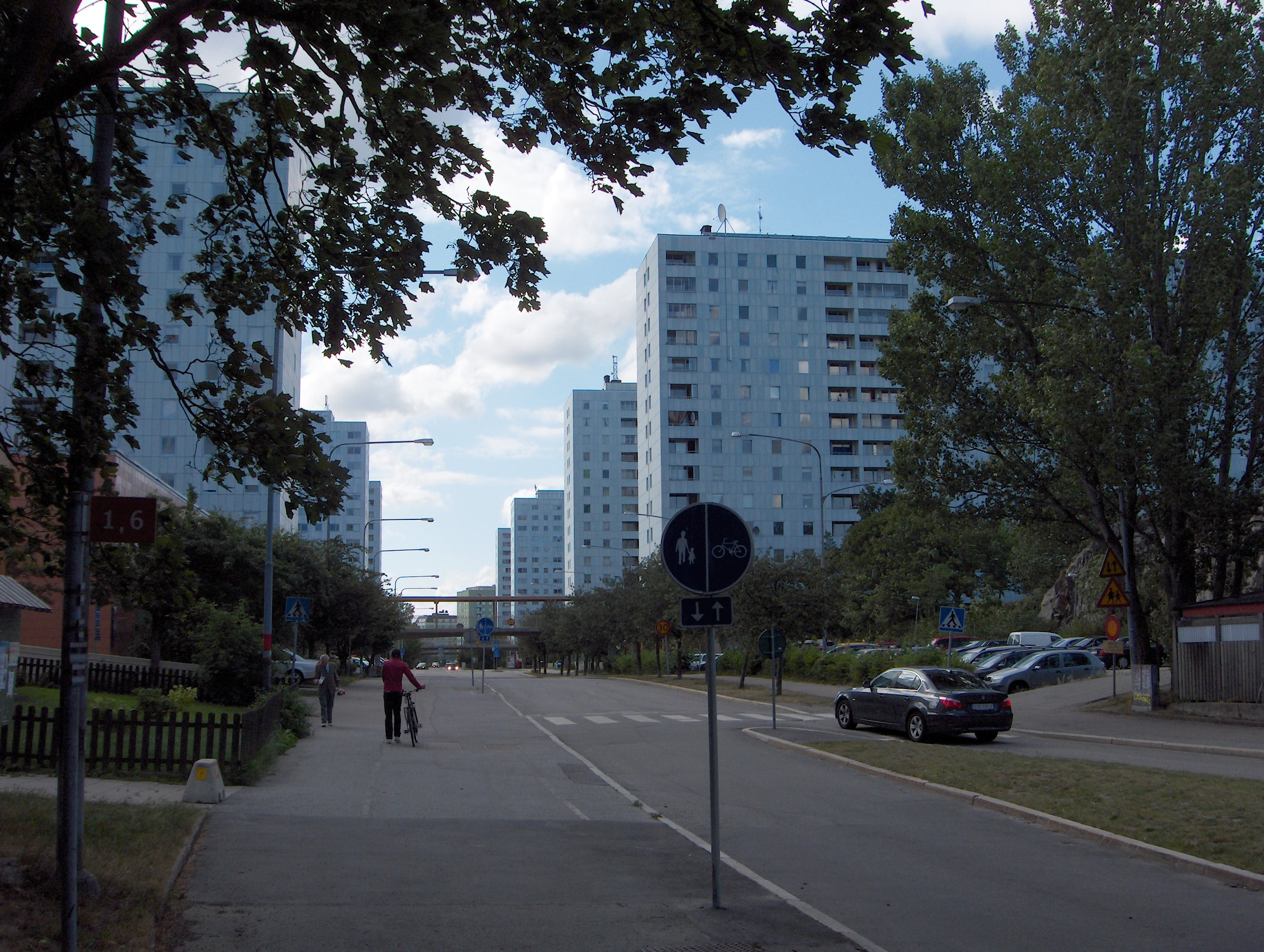
Hagalunds blåa skivhus.

### Vasalund-Råsunda
Sträckan från Solna station till Råsunda går genom Vasalund som bebyggdes huvudsakligen omkring 1930 och som kring Råsundavägen huvudsakligen består av 3-4 våningar höga hyreshus, uppförda i slutna kvarter kring innergårdar. Arkitekturen är i huvudsak funktionalistisk, men med visa kvarvarande klassiska drag. Området hade på 1920-talet förvärvats av "Solna Fastighetsbolag" från familjen Amundson som ägde Stora Frösunda. Bebyggelsen längs Råsundavägen uppfördes något senare, i huvudsak 1936-1939. Längs den norra sidan av Råsundavägen finns åtta punkthus i kvarteren Kärven och Vasa 1949-1950. Ett större och högre punkthus uppfördes 1956 i kvarteret Bellona.
På Råsundavägen 100, på gränsen mot Råsunda stenstad, finns ett tio våningar högt punkthus ritat av Ernst Grönwall och uppfört 1954-1955. Förutom höghusdelen består fastigheten av två lägre delar som inrymmer kontors och affärslokaler. Huset rymde tidigare ett bibliotek. Mittemot ligger ett stort vitt kontorshus ritat av Nils Tesch och uppfört i en mer klassisk stil 1946-47, där Solnapolisen har sina lokaler idag.

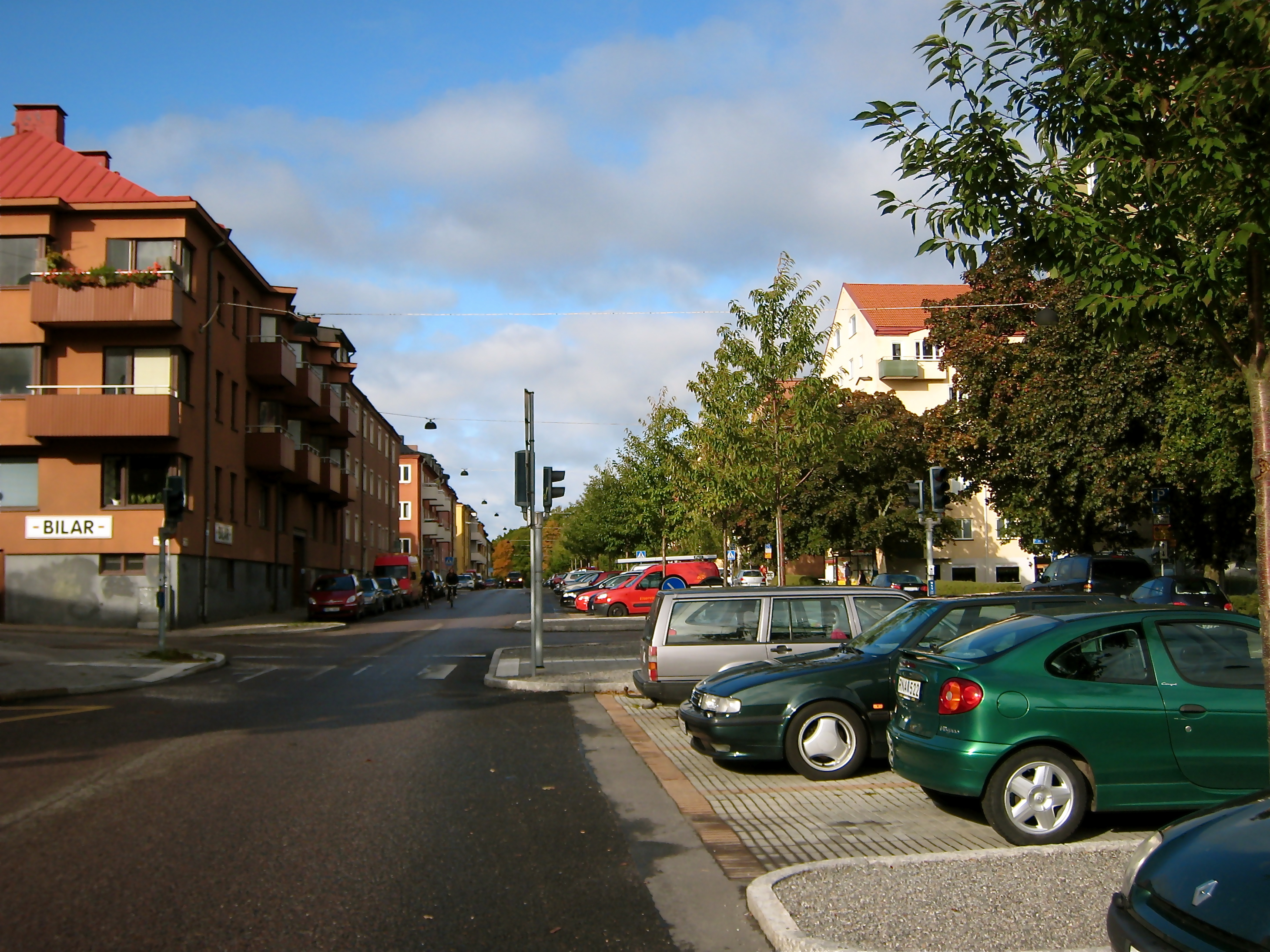
Råsundavägen vid Vasalund.
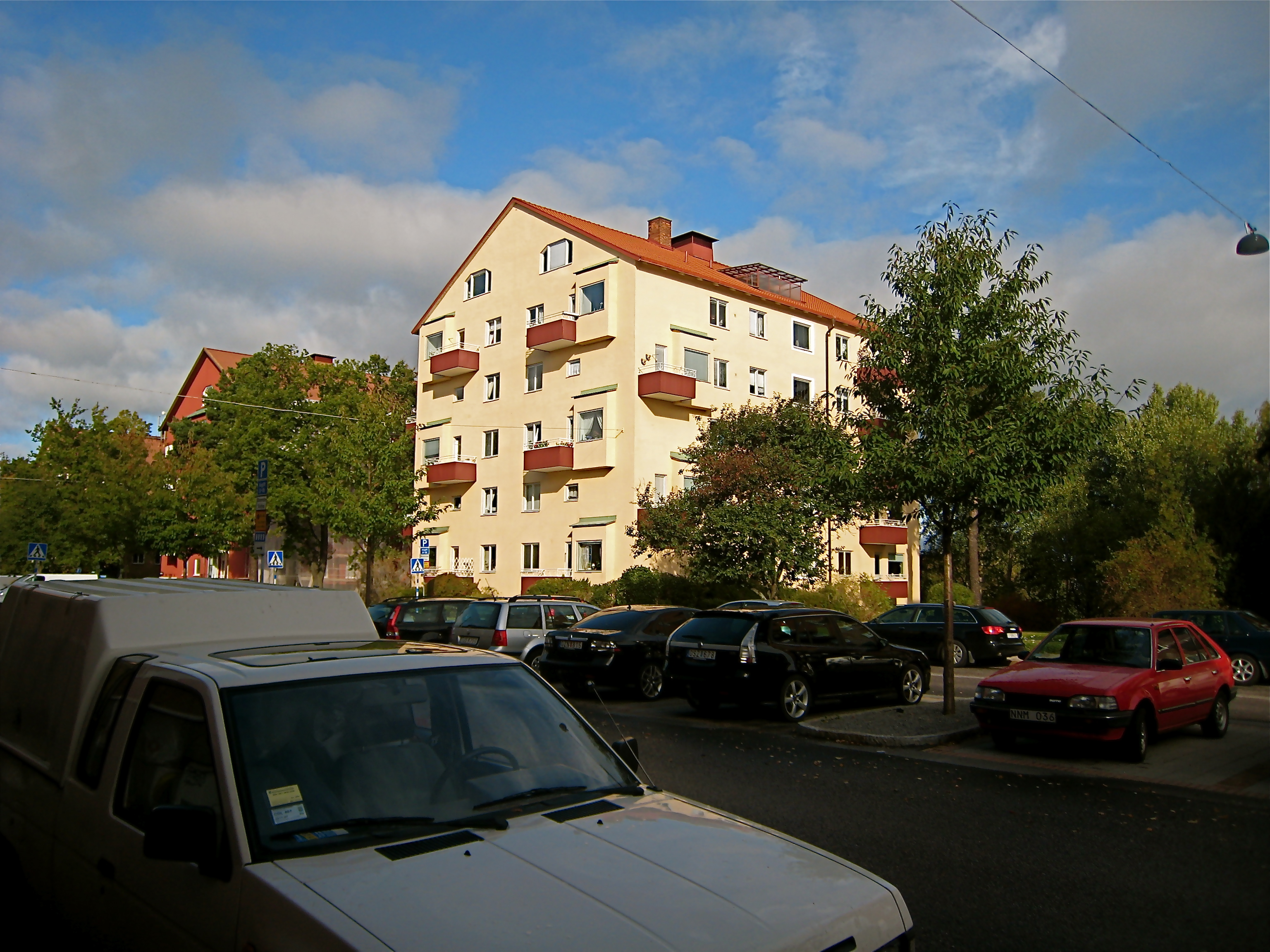
Punkthus uppförda 1949-50.
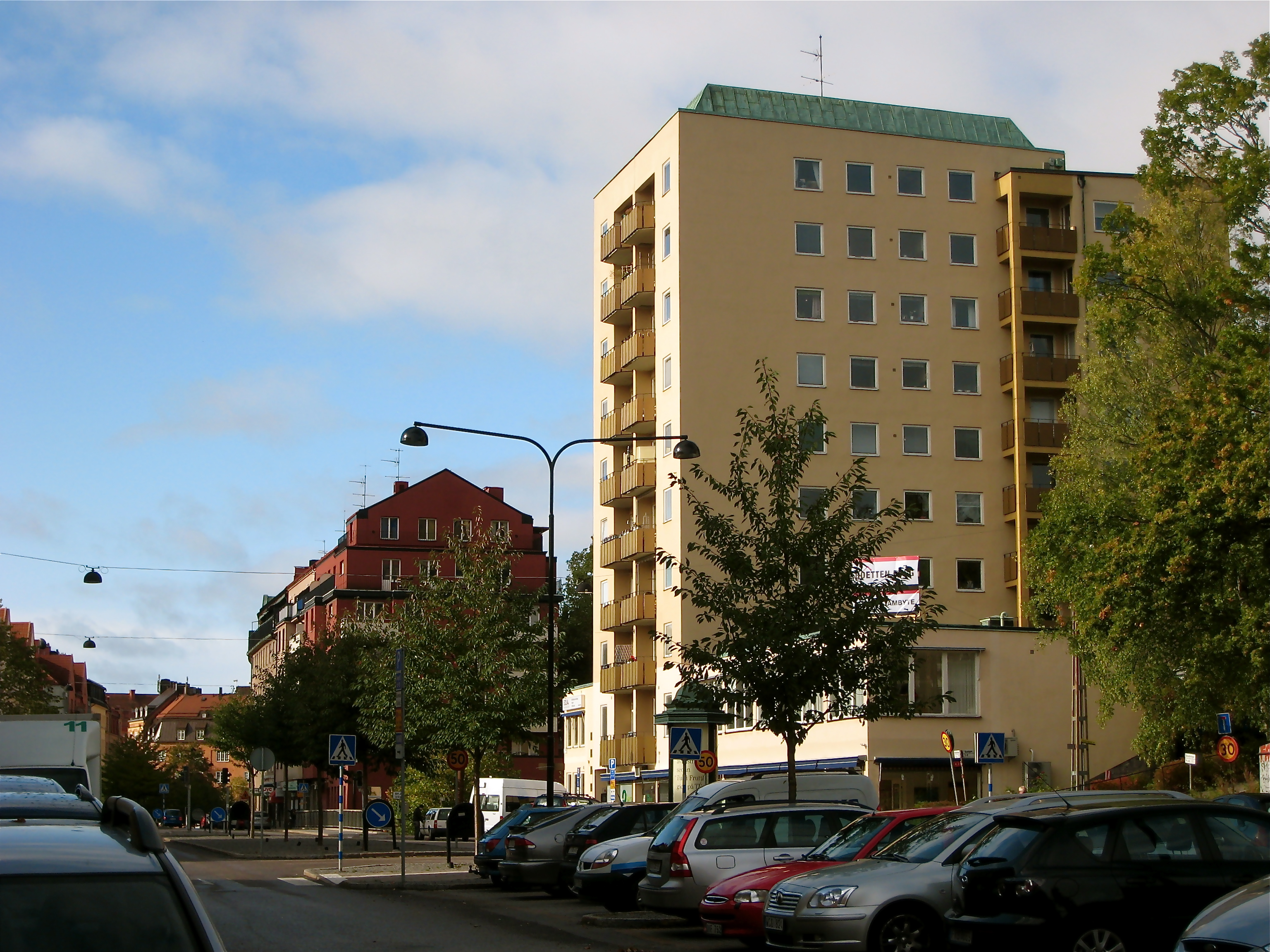
Råsundavägen 100.
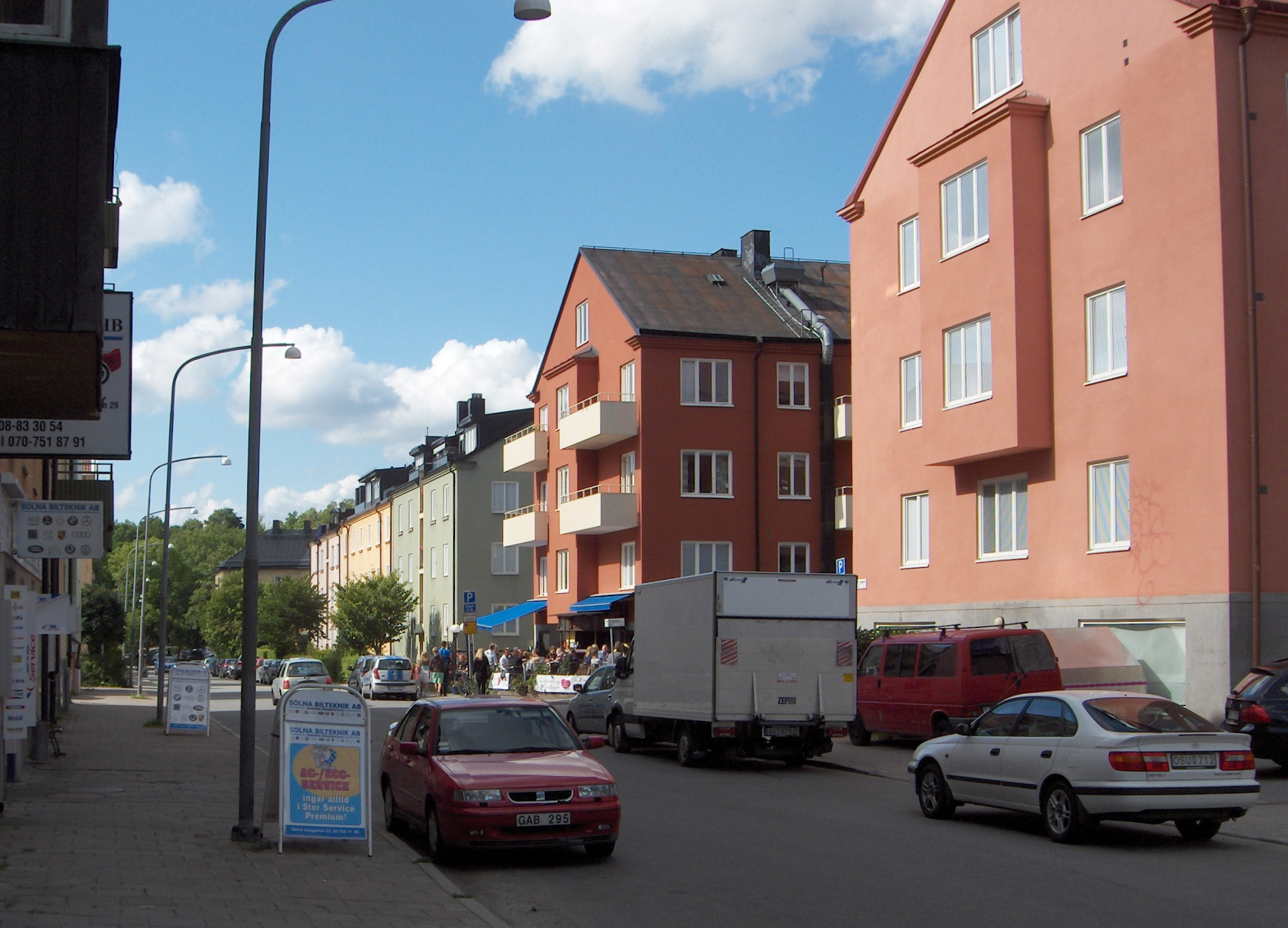
Bostadshus på Södra Långgatan i Vasalund.

### Råsunda stenstad
Råsundavägen passerar rakt igenom Råsunda stenstad, ett område som på flera sätt är unikt i Sverige. Till skillnad från andra förstäder som växte upp kring sekelskiftet bestod bebyggelsen av stora stadshus i sten i stället för av villor. Området kring Råsundavägen är också ett exempel på en hel stadskärna uppförd i jugendstil. Enstaka kvarter ansluter även till nationalromantiken, exempelvis kvarteren Slottet, Kronan och Spiran. Bebyggande och förvaltningen av Råsunda, inklusive Råsundas förnödenheter och administration var Råsunda Förstads AB:s huvudaffärsidé utanför spårvägslinjen som förband Råsunda med Stockholm.
Lägenheterna var för sin tid mycket moderna och utrustades med all komfort som fanns tillgänglig, vatten och avlopp, hiss, elektriskt ljus och gas. Bland arkitekterna som ritade husen fanns Sigge Cronstedt som bland annat ritat Dramaten. Samhället hade efter 1930-talet gott om butiker och genom Råsunda Förstadsaktiebolags försorg byggdes biografer, skolor och idrottsplatser. Kommunikationerna med Stockholm var täta och år 1913 gick det en spårvagn var femte minut från Råsunda. Råsunda idrottsplan användes vid de olympiska sommarspelen 1912.
Några kvarter efter Stråket övergår bebyggelsen i funktionalistisk arkitektur, vilket sammanhänger med att bebyggelsen av Råsunda stannade upp vid tiden för första världskriget, efter många uppslitande byggrättegångar och därav resulterande problem. 1934 kunde Kungl. Maj:t, efter en lång rad med avslag på stadsplaneförslag, fastställa en utvidgad stadsplan med förbehåll, efter att municipalsamhället återtagit sin hemställan till Konungen om expropriation med gatukostnadsbestämmelser och insänt kompletterande handlingar. Råsundavägens sträckning upp mot platån där Näckrosen ligger är relativt brant och omges av fristående funkishus som vänder sina gavlar mot gatan, vilket var en idé som väl beskrivs i Byggnadsvärlden 1933, nr. 9 och 11. 

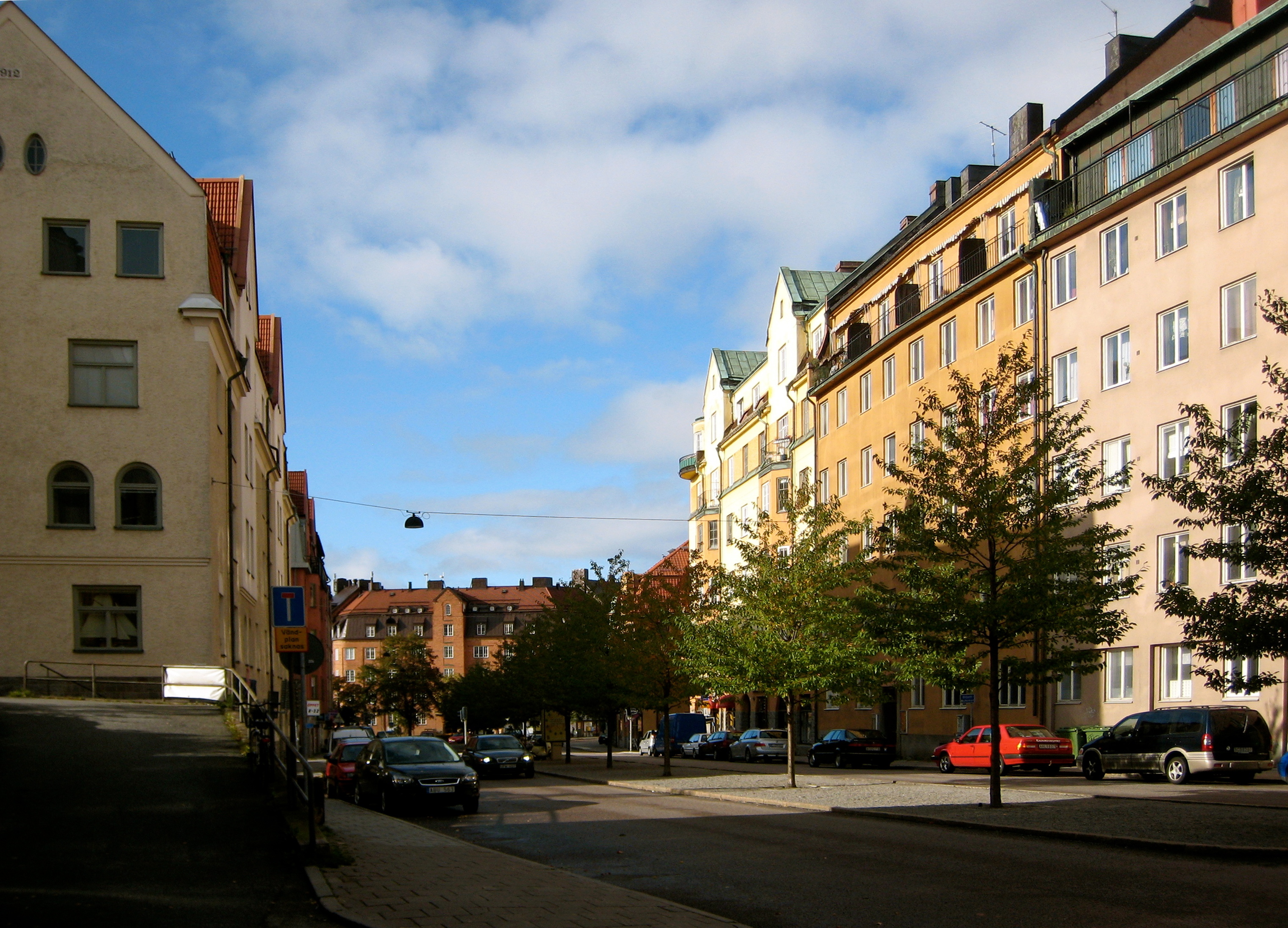
Vy från Råsundavägen mot Stråket.
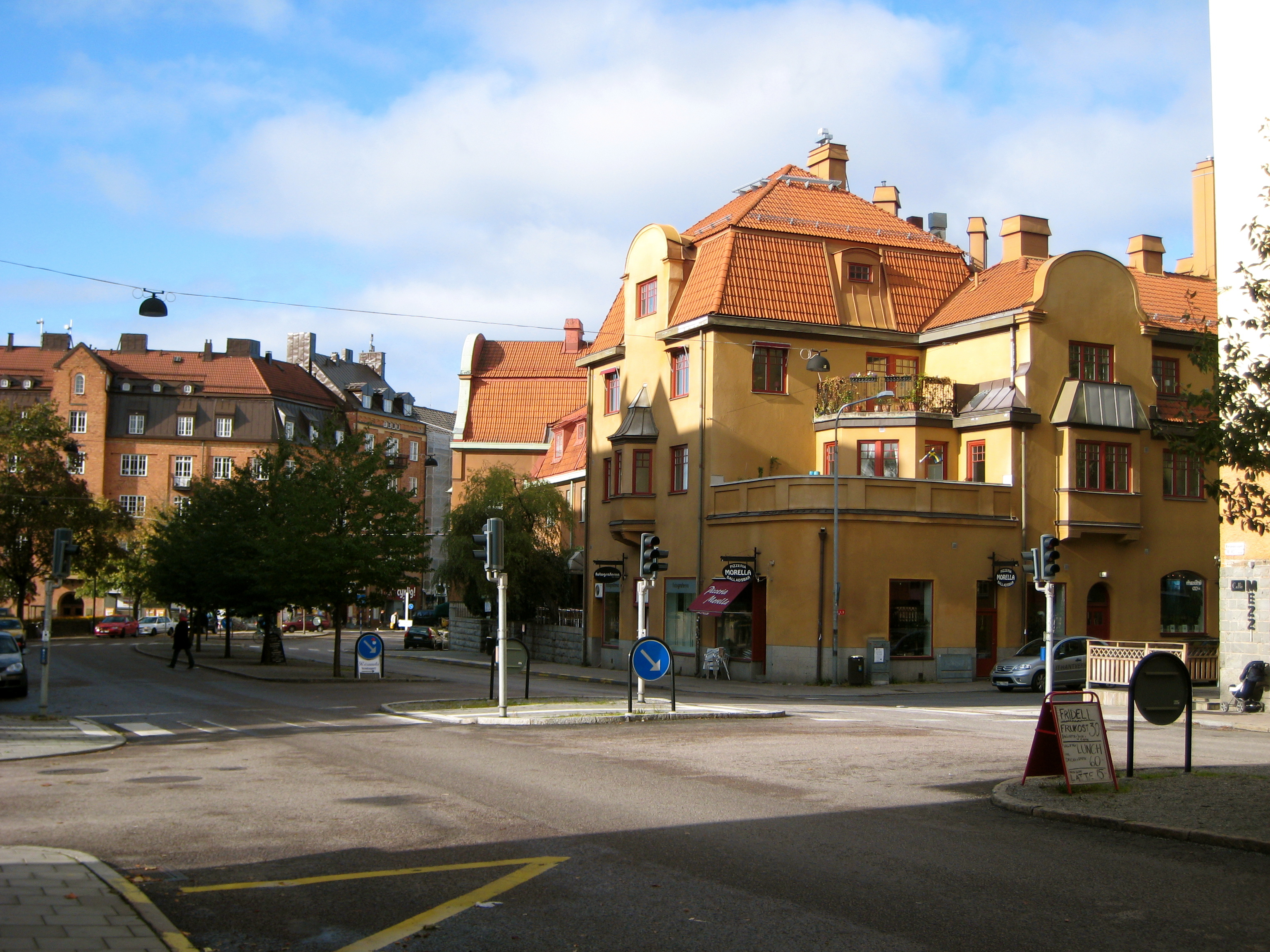
Bebyggelsen kring stråket.
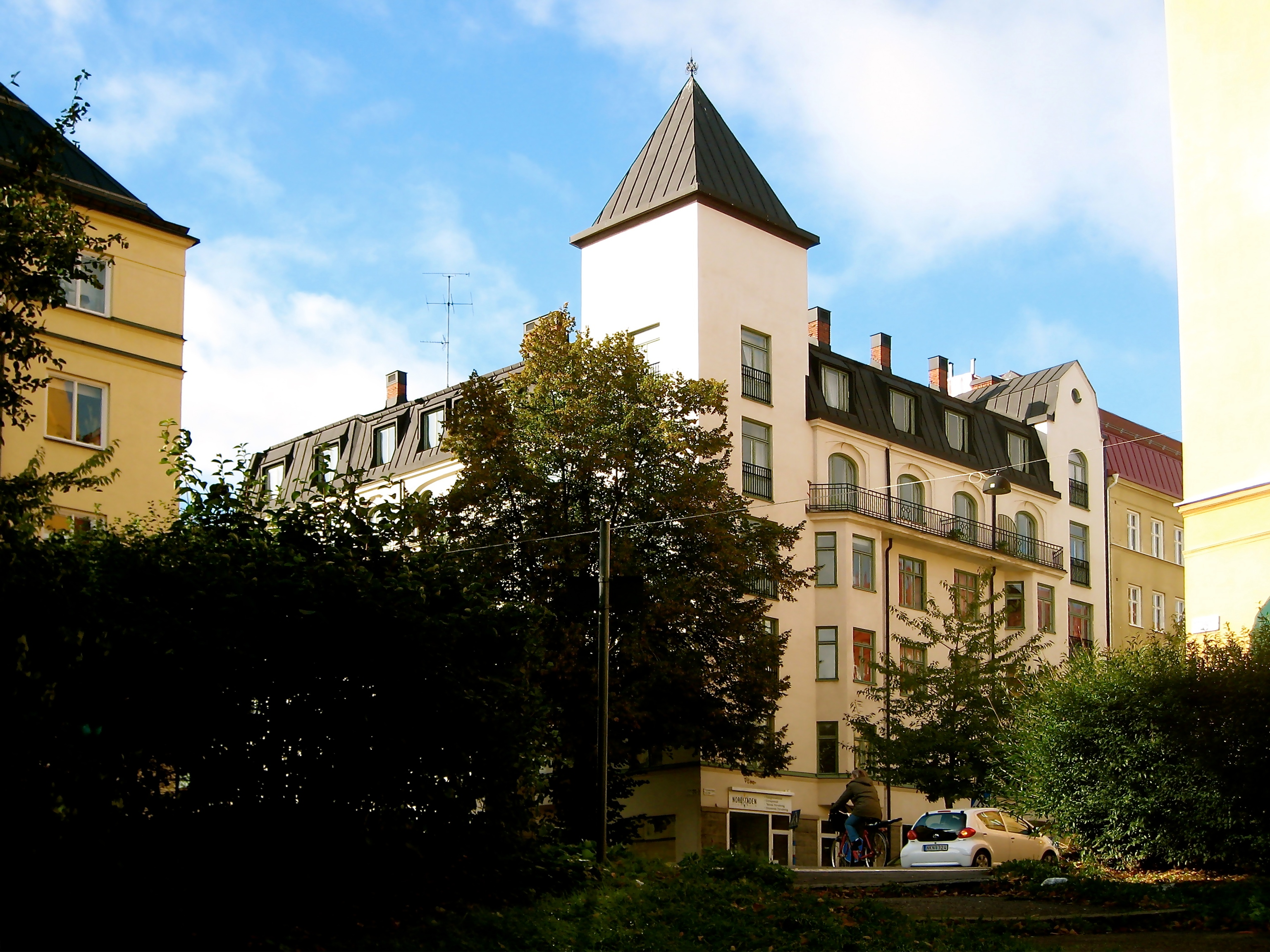
Bostadsfastighet från 1910-talet.
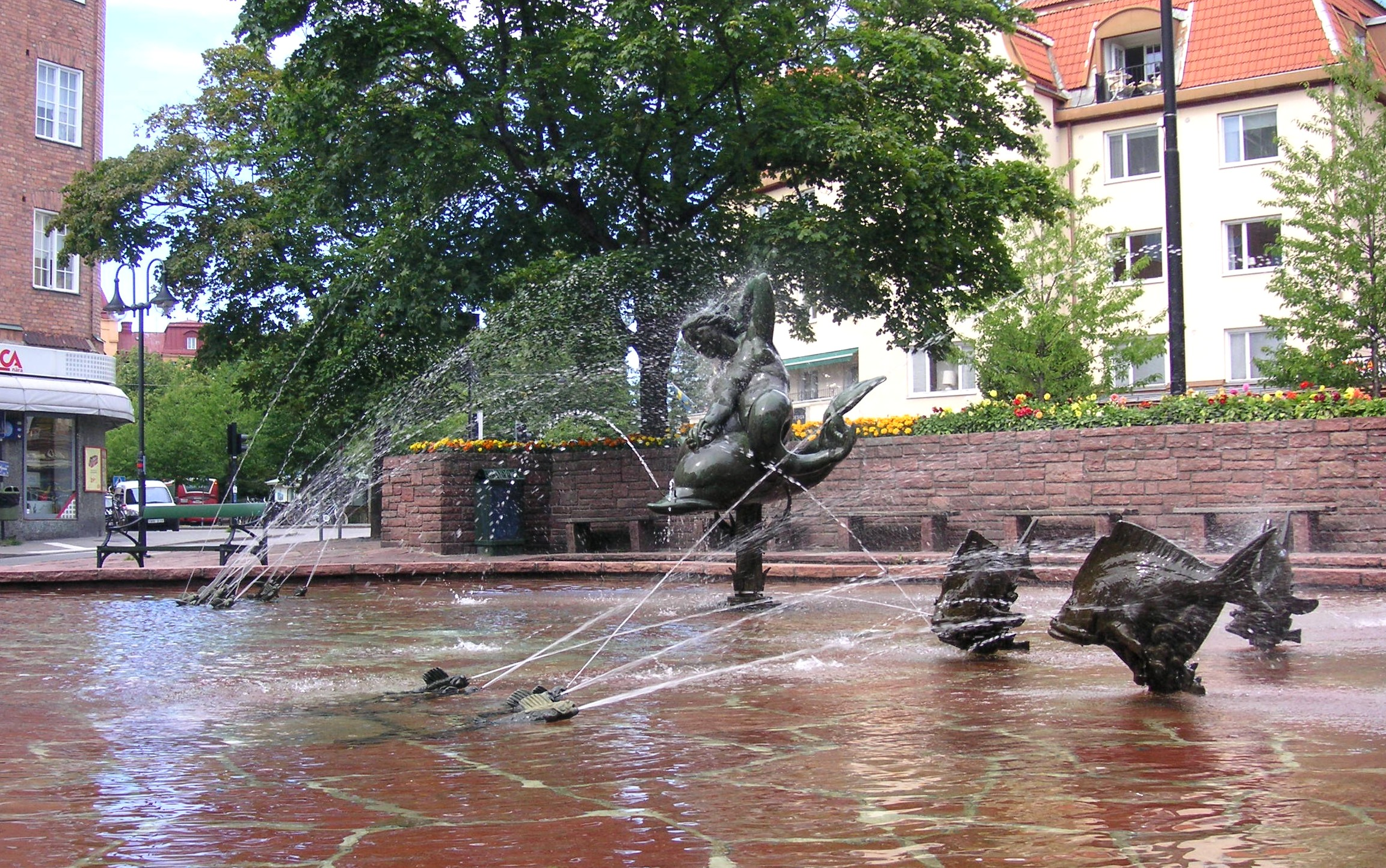
Carl Milles Solglitter från 1918 på Stråket.

### Råsunda-Sundbyberg
Råsunda municipalsamhälle införlivades 1943 i det nybildade Solna stad och samma år köpte Solna aktiemajoriteten i Råsundabolaget av Torsten Kreuger, vilket ändå inte gav staden makten över bolaget. Efter köpet bearbetades en mindre del av stadsplanen och en omfattande bebyggelse följde under 10 år, bland annat bebyggdes Näckrosområdet längs med Råsundavägens sträckning.
Området kring Råsundavägen bebyggdes av Riksbyggen 1945-1948 efter en plan av Uno Åhrén som var chef för Riksbyggen vid tiden. Bebyggelsen består av 10 stycken sju våningar höga skivhus i tegel som grupperar sig runt gatan, husen har genomarbetade fasader med genomarbetade entréer och detaljer. Ansvarig arkitekt för bebyggelsen var arkitekten Arne Strömdahl på Riksbyggens arkitektkontor. Husen omges av Näckrosparken, en lummig kuperad naturpark med övervägande tallskog. I området finns också Råsunda vattentorn uppfört i nationalromantisk stil 1910 efter ritningar av Sigge Cronstedt för att försörja det blivande Råsunda med vatten. Vid Råsundavägen finns också Filmstaden som under lång tid var centrum för den Svenska filmindustrin och hade möjliggjorts genom Råsunda Förstadsaktiebolags och Ivar Kreugers försorg.
På Råsundavägen 152-158 finns fyra åtta våningar höga punkthus ritade av Gustaf Lettström och uppförda 1950-1952. De fyra husen har enkla terrasitputsade murytor, tegeltak och tidtypiska, och omsorgsfullt utformade detaljer. Parken bakom husen fick 1993 namnet Artur Lundkvists park efter författaren Artur Lundkvist som länge levde i ett av husen. Även Lundkvists hustru, Maria Wine, har en park längs Råsundavägen uppkallad efter sig.
Råsundavägen slutar vid Gränsgatan/Tulegatan vid gränsen till Sundbyberg. Här slutade fram till 1928 spårvägen Sundbybergsbanan innan den förlängdes. Vändslingan låg på höger sida i kvarteret Slingan, där nu (2016) ett bostadskvarter är under byggnad. På vänster sida låg Spårvägens Råsundaanläggning som innehöll verkstäder och vagnhallar. De är numera rivna och ersatta med bostadsbebyggelse. Däremot finns två bostadskvarter  (Björken och Boken) bevarade på platsen som innehöll personalbostäder för den anställda.

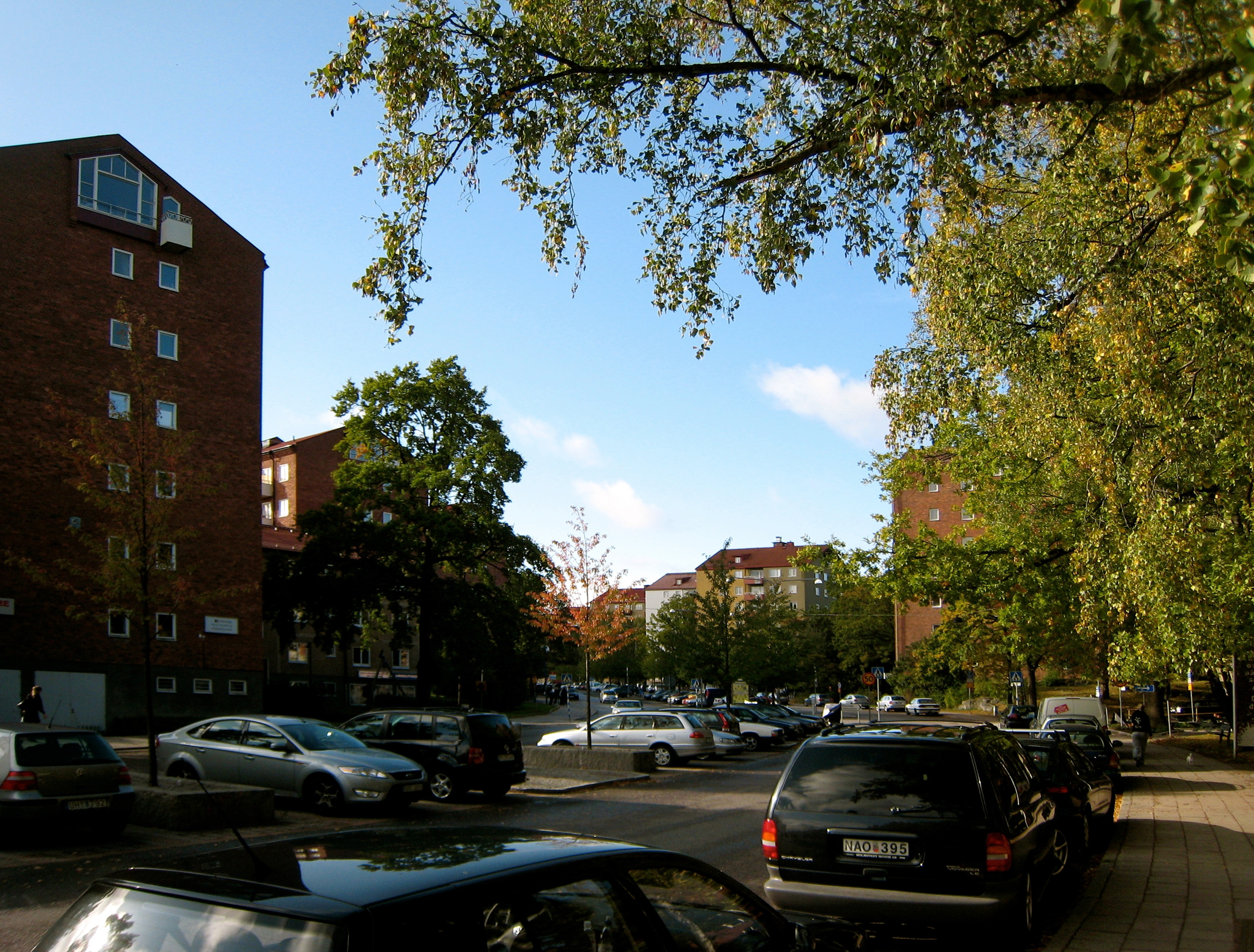
Riksbyggens skivhus.
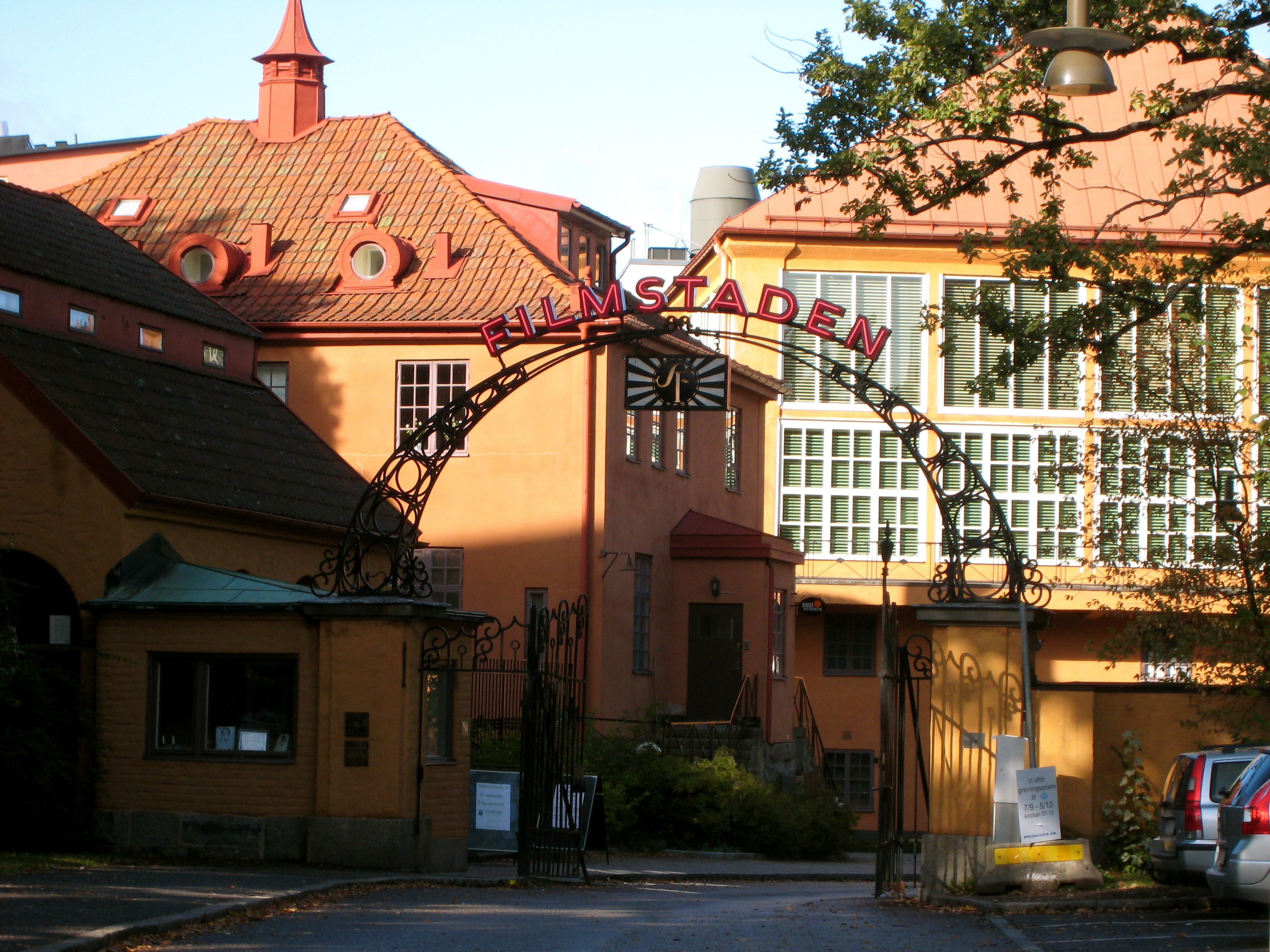
Filmstaden
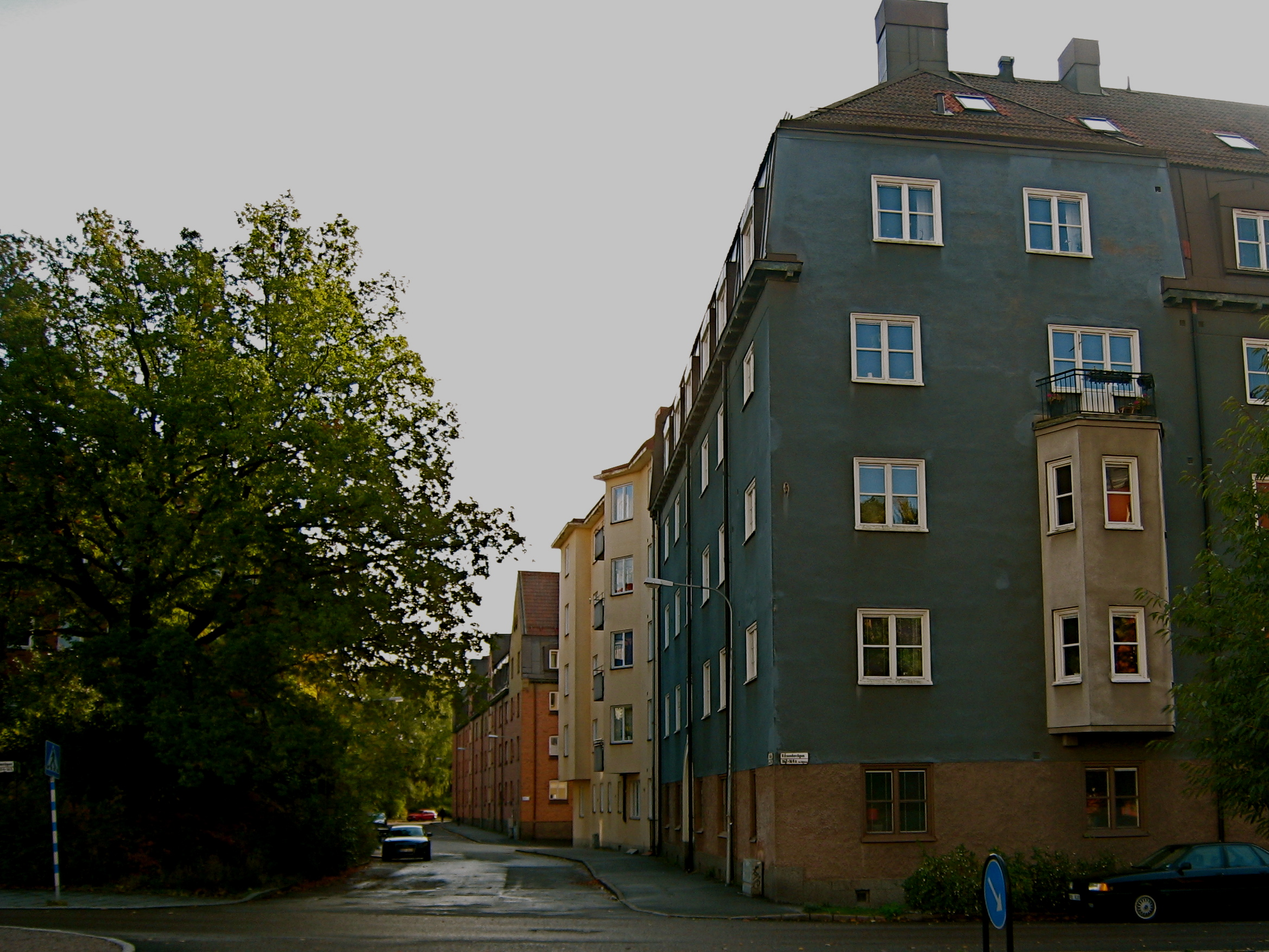
Kvarteren Boken och Björken
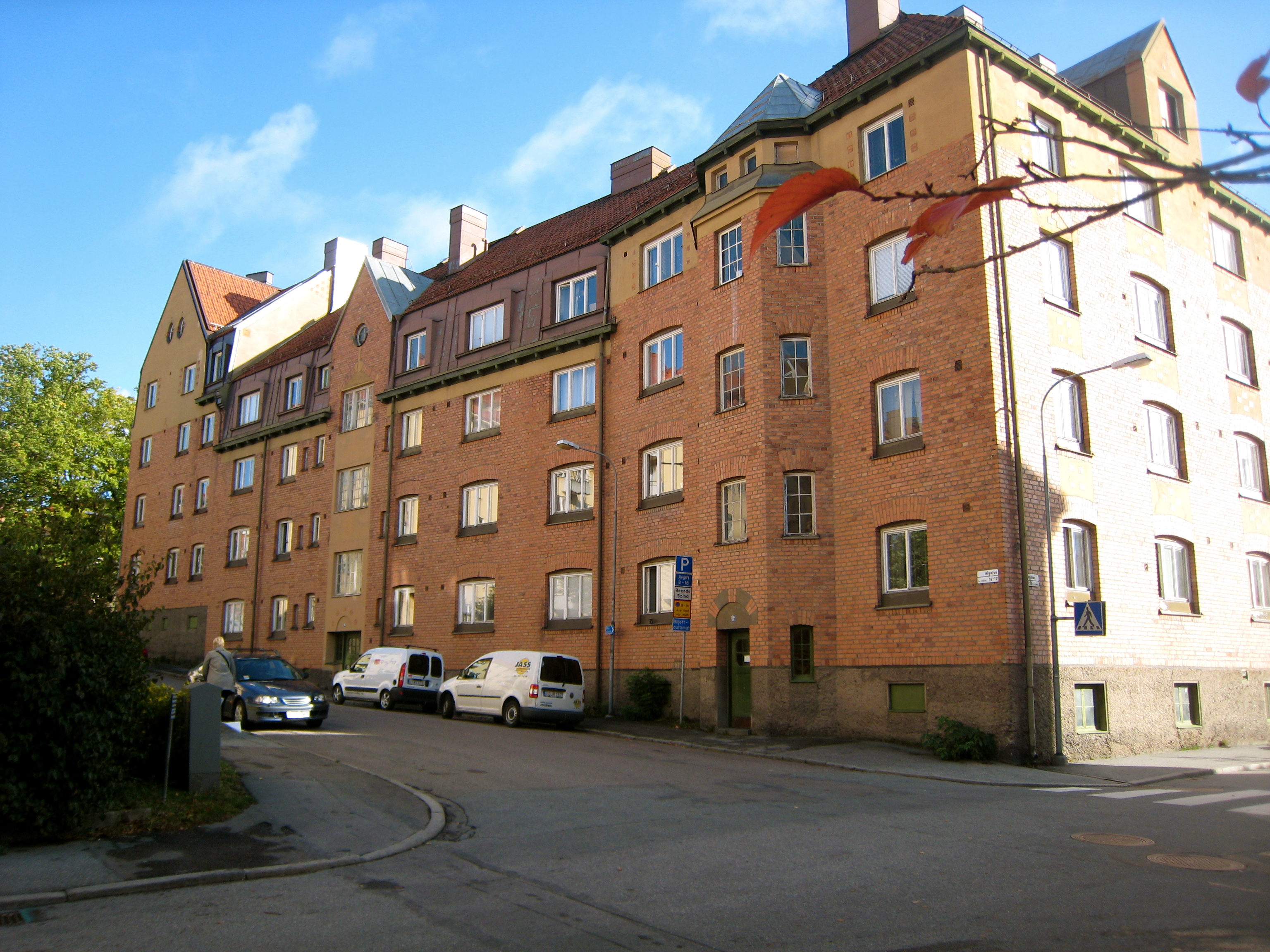
Kvarteren Boken och Björken

## Kommunikationer
Hela Råsundavägen trafikeras av buss 515 på linjen Odenplan-Sundbyberg som i stort följer den gamla spårvagnslinjen 15. Längs gatan finns en pendeltågsstation, (Solna) och sedan 1975 en tunnelbanestation, (Näckrosen).